# Grab der Helene von Adiabene

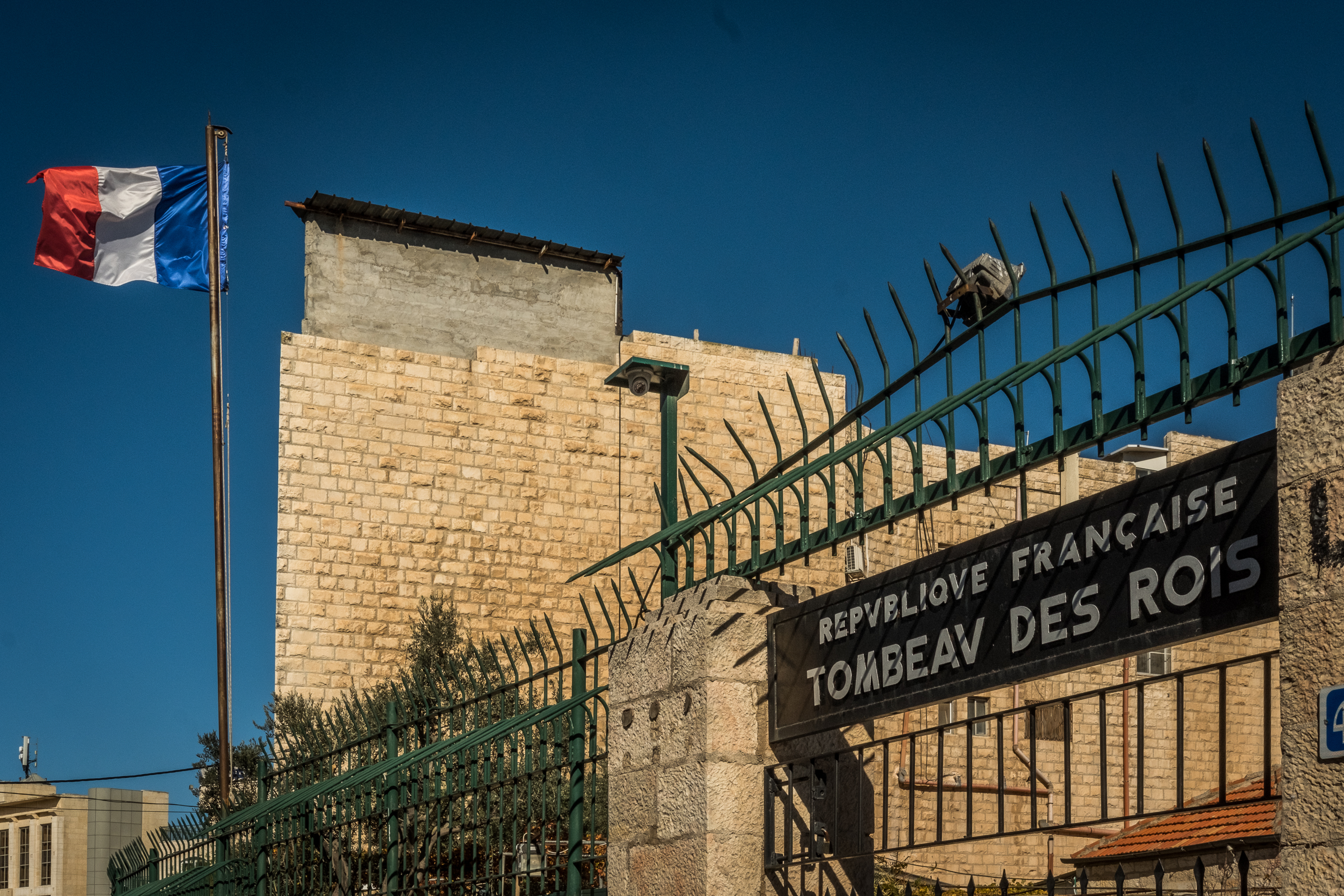
Jerusalem, Grab der Könige

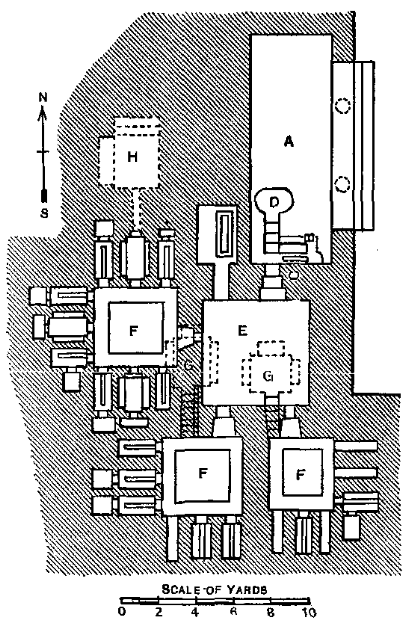
Plan des Grabmals von 1903 (ohne Vorhof)

Das um 50 n. Chr. in der Regierungszeit Kaisers Claudius errichtete Grab der Helene von Adiabene (auch Grab der Könige) ist das größte antike Grabmal in Jerusalem. Der Bau wurde schon in der Antike mehrmals erwähnt. Nach den Quellen sollen hier die Königin Helene von Adiabene und zwei ihrer Söhne bei den Pyramiden begraben worden sein. Sie war mit ihrer Familie zum Judaismus übergetreten und daraufhin nach Jerusalem gezogen, wo sie mehrere Paläste errichtet haben soll. 
Das Grab befindet sich nördlich von der heutigen Altstadt Jerusalems. Sein in den Fels gehauener Vorhof war mit behauenen Steinen verkleidet und in den Boden eingetieft. Eine monumentale Treppe an der Südseite führt zum Vorhof hinab. Der Eingang des eigentlichen Grabes an der Westseite hat eine Treppe, die mit ionischen Säulen geschmückt war. Über dem Eingang befand sich ein dekorierter Türsturz. Von dort gelangt man in eine in den Fels gehauene Halle. Südlich davon liegen Reihen von sieben Grabkammern mit Nischen für Bestattungen in den Wänden. Über der Fassade des Einganges standen wahrscheinlich drei tempelartige Bauten, die jeweils von einer Pyramide gekrönt wurden. Die Pyramiden sind nicht erhalten, aber von antiken Beschreibungen bekannt. Bei Ausgrabungen gefundene Steine wurden den Pyramiden zugeordnet. Im Grab fanden sich mehrere Sarkophage. Einer von ihnen trägt eine zweizeilige Inschrift in zwei verschiedenen aramäischen Schriften und jeweils unterschiedlicher Orthographie: Königin Ṣadan (צדן מלכתא), Königin Ṣadah (צדה מלכתה). Dabei soll es sich nach allgemeiner Ansicht um Helene von Adiabene handeln. Helene wäre demnach ihr griechischer, Ṣadan bzw. Ṣadah ihr semitischer Name. Die Inschrift steht an der Vorderseite des Sarkophages, der ansonsten mit zwei in den Stein gemeißelten Kreisen dekoriert ist. Der Deckel ist giebelförmig. Es gibt ansonsten nur noch einen einzigen anderen beschrifteten Sarkophag dieser Epoche aus Israel. Ein weiterer Sarkophag aus dem Grab hat vier Löcher im Boden, die offensichtlich dazu dienten, Körperflüssigkeiten abzuleiten.
Das Grab wurde 1895 von dem französischen Forscher Louis Félicien de Saulcy (1807–1880) gefunden, der es als Grab der Könige bezeichnete und vermutete, dass hier Könige von Juda begraben waren. Das Grab war schon in der Antike stark beraubt worden. Ein Teil der Funde gelangte in den Louvre.

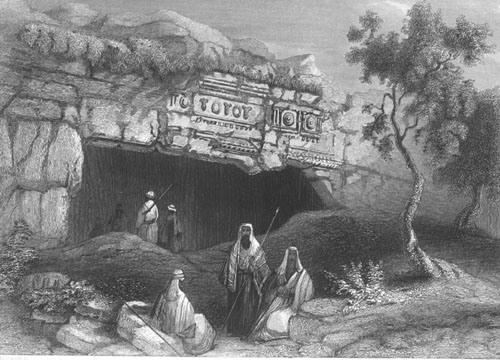
Eingangsportals des Grabmals
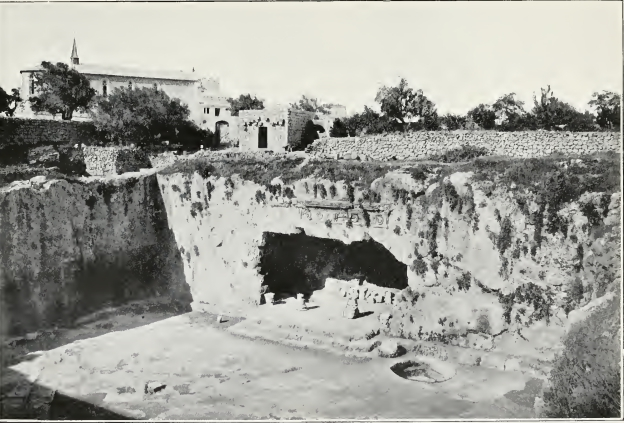
Blick in den Bereich des Grabmals, 1903
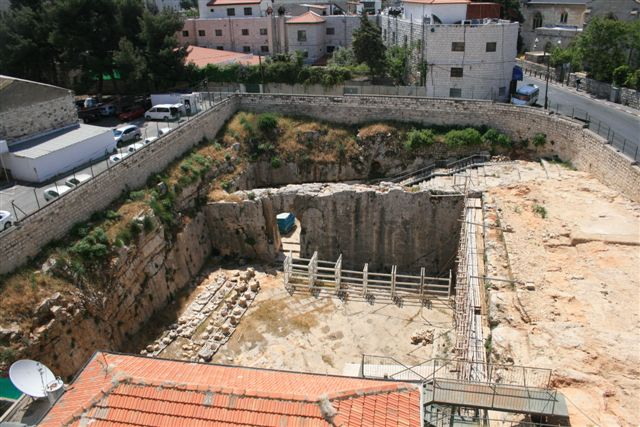
Heutiges Ausgrabungsgelände im Bereich des Grabmals
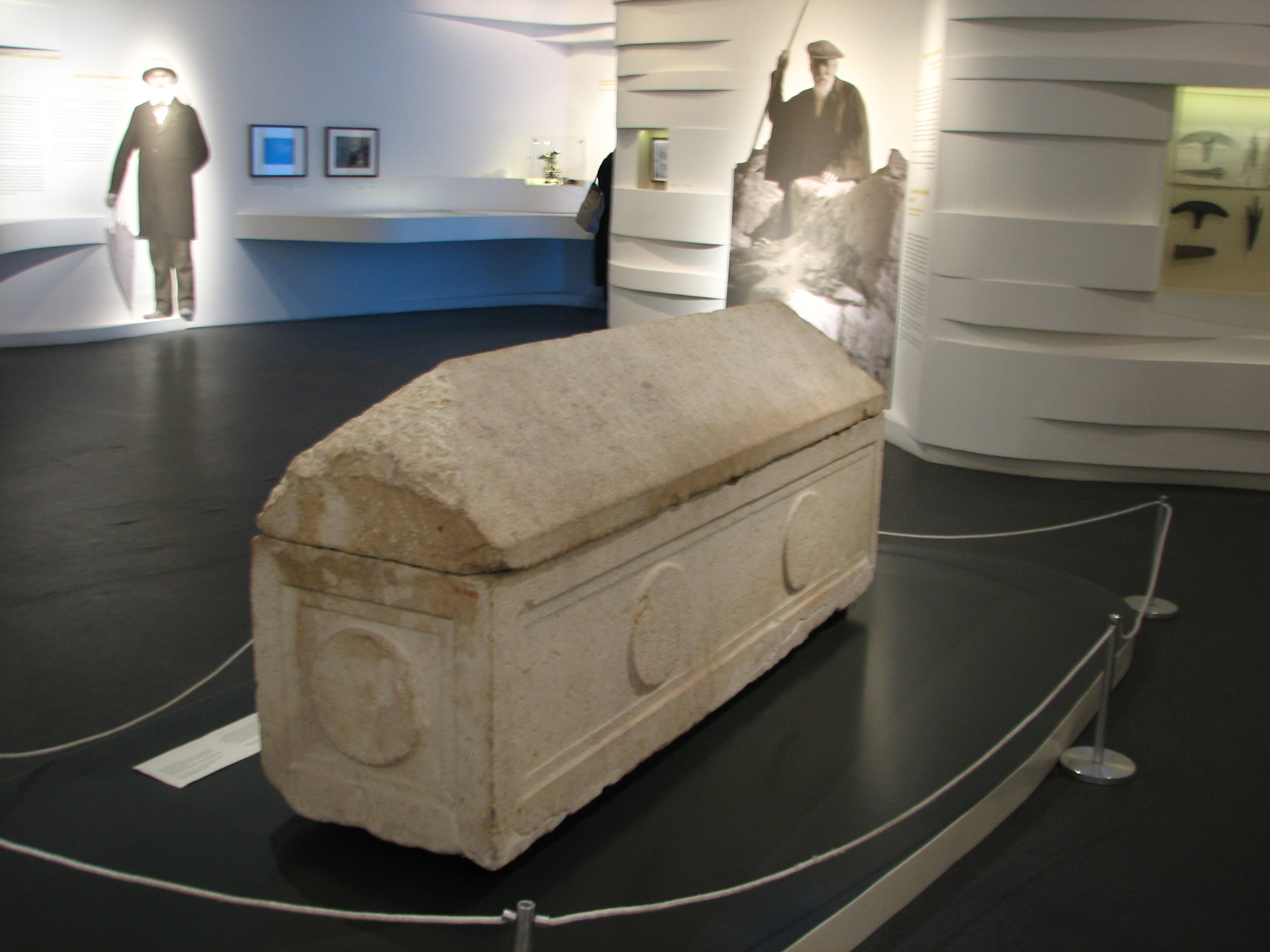
Sarkophag der Königin Sadah im Louvre, bei der es sich um Helene von Adiabene handeln soll